# Caroline Link

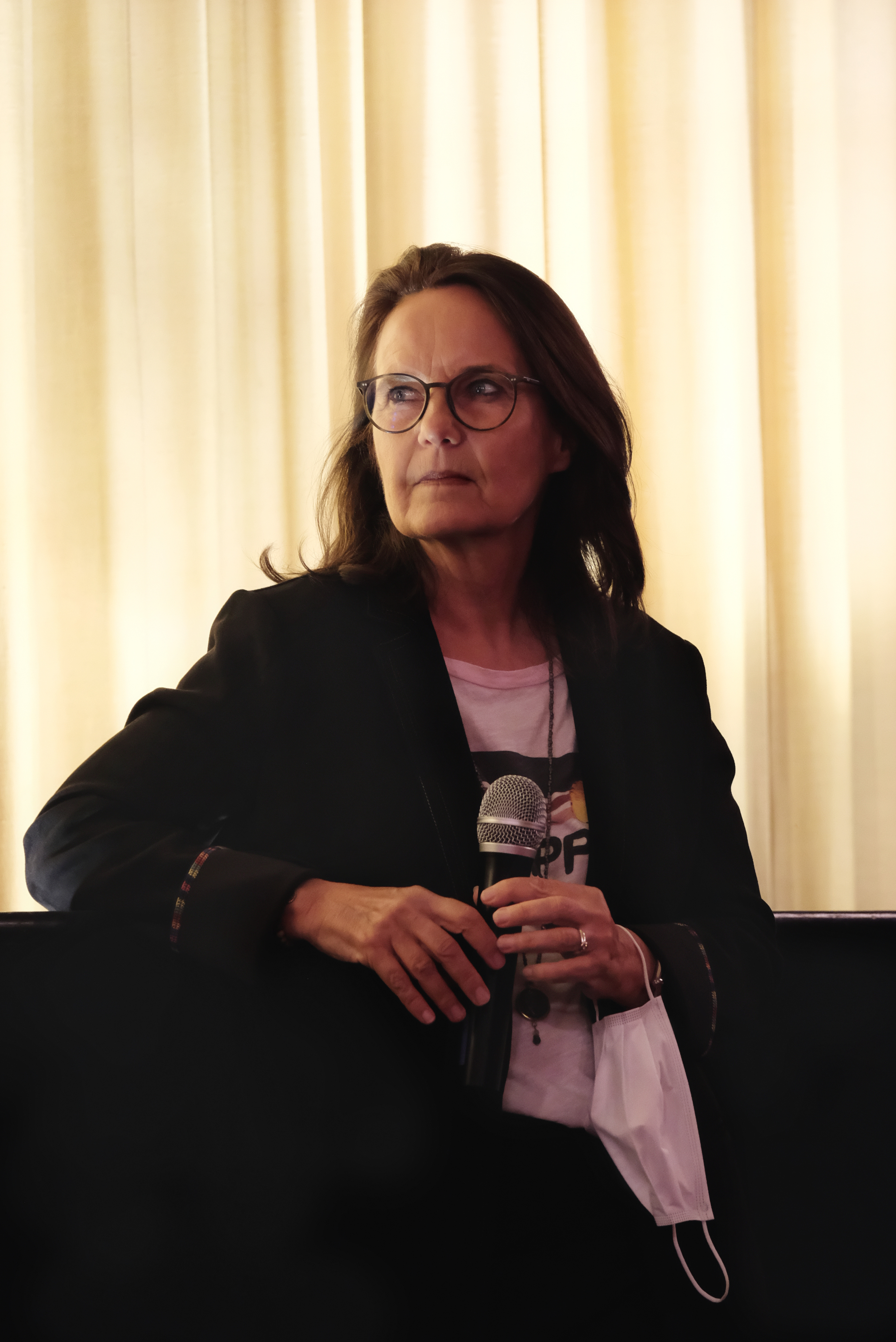
Caroline Link (2020)

Caroline Link (* 2. Juni 1964 in Bad Nauheim) ist eine deutsche Filmregisseurin und Drehbuchautorin. Ihr Spielfilm Nirgendwo in Afrika wurde 2003 mit einem Oscar ausgezeichnet.

## Leben
Ihre Eltern betrieben ein Restaurant in Bad Nauheim. Link lernte unter anderem an der dortigen Sankt-Lioba-Schule. Nach ihrer Schulzeit hielt sich Link ein Jahr in den USA auf. Danach sammelte sie 1984 für einige Monate technische Filmerfahrung bei einem Praktikum in der Bavaria Film in München. Sie studierte von 1986 bis 1990 an der Hochschule für Fernsehen und Film München (HFF) in der Abteilung Dokumentarfilm und arbeitete danach als Regieassistentin und Drehbuchautorin.
Neben dem Kurzspielfilm Bunte Blumen (1988) drehte sie 1989 als Koregisseurin den Dokumentarfilm Das Glück zum Anfassen über die enttäuschende Begegnung eines Jürgen-Drews-Fans mit seinem Idol. Als Abschlussfilm an der HFF legte sie 1990 den Spielfilm Sommertage vor, der von der ersten Liebe eines 16-jährigen Jungen erzählt. Der Film wurde bei den Hofer Filmtagen mit dem Kodak-Förderpreis ausgezeichnet.
Nach ihrem Studium arbeitete Link als Drehbuchautorin, sie schrieb für die Bavaria Film zwei Drehbücher zu der Krimiserie Der Fahnder. 1992 drehte sie für das ZDF Kalle der Träumer, einen Kinderfilm über einen einsamen Jungen, der sich mit seiner blühenden Phantasie den Alltag schöner träumt. Im selben Jahr begann sie mit ersten Recherchearbeiten für das Drehbuch zum Film Jenseits der Stille, den sie 1996 vorstellte und der in Folge verschiedene Preise (Bayerischer Filmpreis, Bundesfilmpreis, Deutscher Filmpreis, Deutscher Videopreis) gewann. Jenseits der Stille wurde 1998 auch als deutscher Beitrag für den Oscar in der Kategorie Bester fremdsprachiger Film nominiert.
Nach dem Kinderfilm Pünktchen und Anton (1999, nach einem Roman von Erich Kästner) war Links nächster großer Kinoerfolg Nirgendwo in Afrika (2001, nach einem autobiographischen Roman von Stefanie Zweig), der 2003 den Oscar für den besten fremdsprachigen Film gewann. Wegen einer Erkrankung ihrer Tochter konnte sie den Preis nicht selbst entgegennehmen.
Im November 2008 kam ihr Film Im Winter ein Jahr in die Kinos, der auf einem Roman von Scott Campbell basiert. Für ihr Ensemble konnte Link unter anderem Karoline Herfurth, Corinna Harfouch und Josef Bierbichler gewinnen.
Es folgte im Oktober 2013 das Roadmovie Exit Marrakech, in dem Ulrich Tukur einen Vater spielt, der seinen 16-jährigen Sohn Ben (Samuel Schneider) quer durch Marokko verfolgt, um sich mit ihm auszusöhnen.
Im Dezember 2018 startete Links bisher erfolgreichster Film Der Junge muss an die frische Luft, der die Kindheitsgeschichte des deutschen Entertainers Hape Kerkeling erzählt. Der Film erreichte in der deutschsprachigen Kinoauswertung über 3,6 Millionen Zuschauer und wurde dafür mit der „Goldenen Leinwand“, einem „Bogey“ und einer „Lola“ für den besucherstärksten Film 2018 geehrt.
2022 erschien mit Safe, einer Dramaserie über Kinder- und Jugendpsychotherapie, ihr Fernsehserienregiedebüt.
Link arbeitete in drei Produktionen mit dem Schauspieler Matthias Habich und in jeweils zwei mit Sylvie Testud, Hansa Czypionka, Juliane Köhler und Sönke Möhring zusammen.
Caroline Link war 2003 eines der Gründungsmitglieder der Deutschen Filmakademie. Sie ist Kuratoriumsmitglied des Vereins Children for a better world. Die Crew des Films Nirgendwo in Afrika gründete die Mukutani-Stiftung, um den Dorfbewohnern am Schauplatz des Films nach dem Ende der Dreharbeiten nachhaltig zu helfen. Gemeinsam mit World Vision Deutschland wurde eine Straße nach Mukutani gebaut. Link unterstützt World Vision außerdem als prominente Kinderpatin. Seit 2006 ist sie Schirmherrin der Stiftung Kindergesundheit.
Link war bis 2021 mit dem Regisseur Dominik Graf liiert, mit dem sie eine Tochter (* 2002) hat.

## Filmografie (Auswahl)
- 1996: Jenseits der Stille
- 1999: Pünktchen und Anton
- 2001: Nirgendwo in Afrika
- 2008: Im Winter ein Jahr
- 2013: Exit Marrakech
- 2018: Der Junge muss an die frische Luft
- 2019: Als Hitler das rosa Kaninchen stahl
- 2022: Safe

## Auszeichnungen
- 1997: Deutscher Filmpreis in Silber, für Jenseits der Stille[7]
- 1998: DIVA-Award
- 1999: Verdienstorden der Bundesrepublik Deutschland (am Bande)
- 2002: Lola, Deutscher Filmpreis in Gold für beste Regie für Nirgendwo in Afrika[7]
- 2003: Bayerischer Filmpreis
- 2003: Medaille „München leuchtet – Den Freunden Münchens“ in Gold
- 2004: Bayerischer Verdienstorden
- 2008: Bayerische Europamedaille
- 2009: Bambi in der Kategorie Deutsche in Hollywood[8]
- 2010: Filmpreis der Stadt Hof
- 2016: Filmpreis der Stadt München
- 2018: Verdienstorden der Bundesrepublik Deutschland (1. Klasse)[9]
- 2019: Bayerischer Filmpreis 2018 für Der Junge muss an die frische Luft[10]
- 2019: Deutscher Filmpreis – Besucherstärkster Film für Der Junge muss an die frische Luft
- 2019: Helmut-Käutner-Preis
- 2023: Blauer Panther – TV & Streaming Award für die beste Regie für Safe[11]
- 2023: Bayerischer Verfassungsorden[12]

Links Regiearbeit Nirgendwo in Afrika gewann 2003 als deutscher Beitrag den Oscar in der Kategorie Bester fremdsprachiger Film und war für einen Golden Globe Award in derselben Kategorie nominiert. Jenseits der Stille (Einreichungsland: Deutschland) wurde 1998 ebenfalls für den Oscar nominiert.

## Bücher
- Arno Meyer zu Küingdorf, Caroline Link: Caroline Links Jenseits der Stille. 9. Auflage. Aufbau, Berlin 2001, ISBN 3-7466-1453-8 (Erstausgabe:  1997).
- Caroline Link, Peter Herrmann, Juliane Köhler, Merab Ninidze, Stefanie Zweig: Abenteuer Afrika. Erlebnisse, Geschichten und Bilder. Langen-Müller, Berlin 2002, ISBN 978-3-7844-2848-2.